# Eiichi Kudō
Eiichi Kudō (工藤 栄一, Kudō Eiichi) est un réalisateur et scénariste japonais né le 17 juillet 1929 à Tomakomai (Hokkaidō) et mort le 23 septembre 2000 à Kyoto d'une hémorragie cérébrale.

## Biographie
Eiichi Kudō fait ses études à l'université Keiō. Avant de commencer dans le cinéma, il est gestionnaire pour le monde du théâtre. L'économie japonaise d'après guerre étant mauvaise, il doit travailler pour entretenir sa famille. En 1952, Kinji Fukasaku, qu'il connaît, le fait entrer dans les studios Tōei. Alors qu'il n'a pas de désirs de créer des films de samouraï (Jidai-geki), un de ses superviseurs l'oblige à aller aux studios Tōei de Kyoto et de travailler dans ce domaine. Après quelques films en production, il est promu assistant réalisateur et travaille avec une dizaine de réalisateurs en rotation, uniquement pour les films de samouraïs. Par la suite, il commence sa carrière de réalisateur.
Eiichi Kudō a réalisé près de cinquante films entre 1959 et 1998.

## Filmographie partielle

### Réalisateur
- 1959 : Fukaku hichō (富嶽秘帖?)
- 1960 : Jirochō kesshōki: Akiba no taiketsu (次郎長血笑記 秋葉の対決?)
- 1960 : Jirochō kesshōki: Nagurikomi dōchū (次郎長血笑記 殴り込み道中?)
- 1960 : Hebigami maden (蛇神魔殿?)
- 1960 : Hibari torimonochō: Orizuru kago (ひばり捕物帖 折鶴駕篭?)
- 1960 : Jirochō kesshōki: Fujimitōge no taiketsu (次郎長血笑記 富士見峠の対決?)
- 1960 : Jirochō kesshōki: Nagurikomi kōjinyama (次郎長血笑記 殴り込み荒神山?)
- 1960 : Tenryū haha koi kasa (天竜母恋い笠?)
- 1961 : Hakkōryū kitai (八荒流騎隊?)
- 1961 : Kashi no onna Ishimatsu (魚河岸の女石松?)
- 1961 : Umon torimonochō: Maboroshi toro no onna (右門捕物帖 まぼろし燈籠の女?)
- 1961 : Hana no Edo no yakuza hime (花のお江戸のやくざ姫?)
- 1962 : Chimoji yashiki (血文字屋敷?)
- 1963 : Hengen murasaki zukin (変幻紫頭巾?)
- 1963 : Ninja hichō fukuro no shiro (忍者秘帖・梟の城?)
- 1963 : Les Treize Tueurs (十三人の刺客, Jūsan-nin no shikaku?)
- 1964 : Le Grand Attentat (大殺陣, Dai satsujin?)
- 1965 : Yakuza G-Men: Meiji ankokugai (やくざＧメン 明治暗黒街?)
- 1966 : Nyohan hakai (女犯破戒?)
- 1967 : Les Onze Guerriers du devoir (十一人の侍, Ju-ichinin no samurai?)
- 1967 : Nihon ānkokushi: Chii no koso (日本暗黒史 血の抗争?)
- 1968 : Sangyō supai (産業スパイ?)
- 1968 : Nippon ānkokushi: Nasake muyō (日本暗黒史 情無用?)
- 1969 : Gonin no shokin kasegi (五人の賞金稼ぎ?)
- 1973 : Yakuza versus G-men (やくざ対Gメン, Yakuza tai G-men?)
- 1974 : Mamushi no kyōdai: futari awasete sanjuppan (まむしの兄弟・二人合わせて30犯?)
- 1979 : Sono go no jingi naki tatakai (その後の仁義なき戦い?)
- 1980 : Kage no gundan: Hattori Hanzō (影の軍団 服部半蔵?)
- 1981 : Yokohama BJ būrusu (ヨコハマBJブルース?)
- 1982 : Yajū deka (野獣刑事?)
- 1983 : Nogare no machi (逃がれの街?)
- 1984 : Ansatsu shirei (暗杀指令?)
- 1986 : Hissatsu 3: Ura ka omote ka (必殺! III 裏か表か?)
- 1988 : Takasebune (高瀬舟?)
- 1989 : Water Moon (ウォータームーン, Wōtā mūn?)
- 1990 : Uragiri no ashita (裏切りの明日?)
- 1991 : Nakibokuro (泣きぼくろ?)
- 1992 : Aka to kuro no netsujō (赤と黒の熱情?)
- 1992 : Oitsumeru (追いつめる?)
- 1993 : Ringu ringu ringu: Namida no chanpion beruto (リング・リング・リング／涙のチャンピオンベルト?)
- 1998 : Un yakuza contre la meute (安藤組外伝 群狼の系譜, Andō-gumi gaiden: Gunrō no keifu?)[3]

### Scénariste
- 1969 : Chō kōsō no akebono (超高層のあけぼの?) de Hideo Sekigawa
- 1983 : Nogare no machi (逃がれの街?)
- 1991 : Nakibokuro (泣きぼくろ?)
- 1992 : Oitsumeru (追いつめる?)
- 1998 : Un yakuza contre la meute (安藤組外伝 群狼の系譜, Andō-gumi gaiden: Gunrō no keifu?)

### Acteur
- 1983 : The Catch (魚影の群れ, Gyoei no mure?) de Shinji Sōmai : le propriétaire du bar

## Distinctions
Sauf indication contraire, les informations mentionnées dans cette section peuvent être confirmées par la base de données cinématographiques IMDb,  présente dans la section « Liens externes ».

### Récompense
- 2001 : prix spécial pour sa carrière lors des Prix du film Mainichi[4]

### Sélection
- 1983 : Yajū deka est sélectionné en compétition pour l'Ours d'or lors de la Berlinale[5]